# Колхозный (Ульяновская область)
Колхозный — посёлок в составе Чердаклинского района Ульяновской области. Административный центр Красноярского сельского поселения.

## География
Расположен в западной части Чердаклинского района, примыкает к Заволжскому району Ульяновска.
Уличная сеть
Улица 50 лет Победы, улица Бугульминская, улица Дружная, улица Жданова, улица Зелёная, переулок Зелёный, улица Кооперативная, улица Лесная, улица Новая, улица Пархоменко, улица Полевая, улица Привольная, улица Спортивная, улица Центральная, улица Школьная, улица Экспериментальная.

## История
Посёлок основан в 1953 году колхозниками (отсюда и название посёлка) слобод: Королёвка (колхоз имени Ворошилова), Канава (колхоз имени Володарского), Нижняя Часовня (колхоз имени Буденного), села Красный Яр, Петровка и других населённых пунктов, попавших в зону затопления Куйбышевского водохранилища. [Карта 1950 г.]
Посёлок вошёл в состав колхоза «Победа» (с. Красный Яр), в 1965 году преобразован в колхоз «Красноярский» . В Советское время хозяйство неоднократно за высокие производственные достижения награждалось: дипломом ВДНХ (1972), Знаменем ЦК КПСС (1975) и др.
Согласно постановлению Главы администрации Чердаклинского района Ульяновской области от 13.09.1994 г. № 308 «О предоставлении земель товариществу с ограниченной ответственностью «Индовое» под жилищное строительство» были изъяты из земель АОЗТ «Красноярское» 17,0 га пашни и предоставлены ТОО «Индовое» в постоянное пользование под жилищное строительство в соответствии с разработанной проектно-сметной документацией, утвержденной градостроительным Советом г. Ульяновска. 23 октября 1997 году из состава Чердаклинского района Ульяновской области в городскую черту Ульяновска и состав Заволжского района были переданы 220,36 га, в том числе жилой массив «Индовое» (52,10 га), ЖСК «Самострой» (2,84 га), гаражный кооператив «Околица» (58,50 га), СНТ «Волна» (17,2 га) и ряд промышленных территорий (89,72 га).
В 2005 году посёлок стал административным центром Красноярского сельского поселения.
14 октября 2012 года в посёлке открылся православный храм в честь святых Петра и Февронии..
В январе 2019 года, на территории бывшего колхоза «Красноярский», финская компания «Фортум» построила и запущена в эксплуатацию ветропарк Ульяновская ВЭС-2 .
С сентября по октябрь 2018 года в Ульяновске и его окрестностях снимала команда студии «Энерджи фильм» криминальную мелодраму «Выстрел в спину». Эпизодические роли сыграли около 20 ульяновцев. Финальная сцена погони — проходила у ветряков близ села. Премьера фильма на ТВЦ состоялась 14 декабря 2018 года.

## Население
| 2010 |
| ---- |
| 1673 |

- 1996 г. — 1558 человек[13].

## Известные люди
- Прохоров Владимир Ильич (1932—1997) — Герой Социалистического Труда , звеньевой колхоза «Победа» (с. Красный Яр) Чердаклинский района Ульяновской области. Проживал в посёлке Колхозном[14].

## Достопримечательность
- Памятник воинам, погибшим в Великой Отечественной войне (1968 г.)[15][16].

## Инфраструктура
- В начале 2000-х годов в селе размещались: животноводческий комплекс, медпункт, клуб, библиотека, школа. Центр АОЗТ "Красноярский".